# ジェームズ・マラペ
ジェームズ・マラペ（英: James Marape、1971年4月24日 - ）は、パプアニューギニアの政治家。現首相。

## 経歴

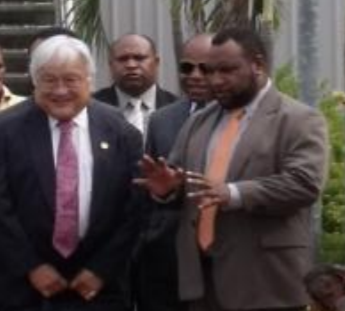
2012年、アメリカの政治家マイク・ホンダと

国内最大の民族集団であるフリ人の出身。父はセブンスデー・アドベンチスト教会の牧師であった。
パプアニューギニア高地地方にあるミンジ小学校とカビウファ・アドベンチスト派中学校で学んだ後、1993年にパプアニューギニア大学を卒業。2000年には大学院の環境科学研究科を修了した。2001年から2006年まで、人事局の政策室長補佐を務めた。
2002年、ヘラ州のタリポリ選挙区から人民進歩党の候補として初めて総選挙に立候補した。しかし、広範な暴力行為がみられたため、選挙は中止となった。2003年に補欠選挙が行われたが、このときは現職に敗れた。マラペは選挙結果紛争裁判所に異議を申し立てたが、一審・二審ともに却下された。
2007年の総選挙では国民同盟党から立候補し、現職候補を破って当選した。国会議員に就任したマラペは、首相のマイケル・ソマレから労働・交通・民間航空担当の政務次官に任命された。2008年には教育相に抜てきされ、2011年まで務めた。2012年2月に国民同盟党を離党し、人民国民会議に加わった。
2012年の総選挙でタリポリ選挙区から再選された後は、ピーター・オニール内閣で財務相を務めた。2017年の総選挙でも、人民国民会議から立候補し再選された。
2019年4月11日、財務相を辞任した。人民国民会議と政府には残ると公言したが、4月29日には同党からも離党した。後任の財務相にはサム・バシルが4月18日に就任した。
2019年5月に入ると、首相のオニールの後継として、マラペの名が取りざたされ始めた。オニールは5月29日に首相を辞任したが、その翌日にマラペは首相に選出され、同日宣誓式が執り行われた。宣誓式において、マラペはパプアニューギニアを「世界一豊かな、肌の色の黒いキリスト教徒の国」にしたいと述べた。首相選出時に議会が正当な手続きを踏まなかったとしてベルデン・ナマ元副首相がマラペ政権の合法性を問う提起を行ったが、最高裁は2020年11月27日に全員一致でこの主張を却下した。2022年総選挙でパング党は36議席を獲得し第1党となり、ボブ・ダダイ総督より組閣要請を受け、マラペは8月9日に首相に再選された。
2022年9月22日、来たる27日に実施予定の故安倍晋三国葬儀にマラペ首相がパプアニューギニア代表として参列することが、日本国外務省により発表された。

## 人物
東セピック州出身のラファエル・マラペと結婚しており、6人の子どもがいる。